# 内唐站
內唐站（：／ Naedang yeok */?）是大邱地鐵2號線沿線的一座地下車站，位於韓國大邱廣域市西區內唐洞，韓語副站名為「真丈夫醫院」（참튼튼병원）。

## 車站結構
站體為1面2線島式月台的地下車站，候車月台設有月台幕門，並有6處出口。

### 月台配置
| 頭流 ↑   |
| 下 上 \| |
| ↓ 半高蓋 |

| 月台 | 路線               | 目的地                   |
| ---- | ------------------ | ------------------------ |
| 上行 | ●大邱都市鐵道2號線 | 頭流、龍山、汶陽方向     |
| 下行 | ●大邱都市鐵道2號線 | 半月堂、泛魚、嶺南大方向 |

## 历史
- 2005年10月18日：开通使用。

## 車站周邊
- Home plus（朝鲜语：홈플러스）內唐店
- 內唐1洞治安中心
- 內唐1洞郵局
- 國民銀行內唐站分行
- 韓國農業協會頭流支社
- 頭流派出所
- E-World樂園（朝鲜语：이월드）·大邱83塔

## 圖片

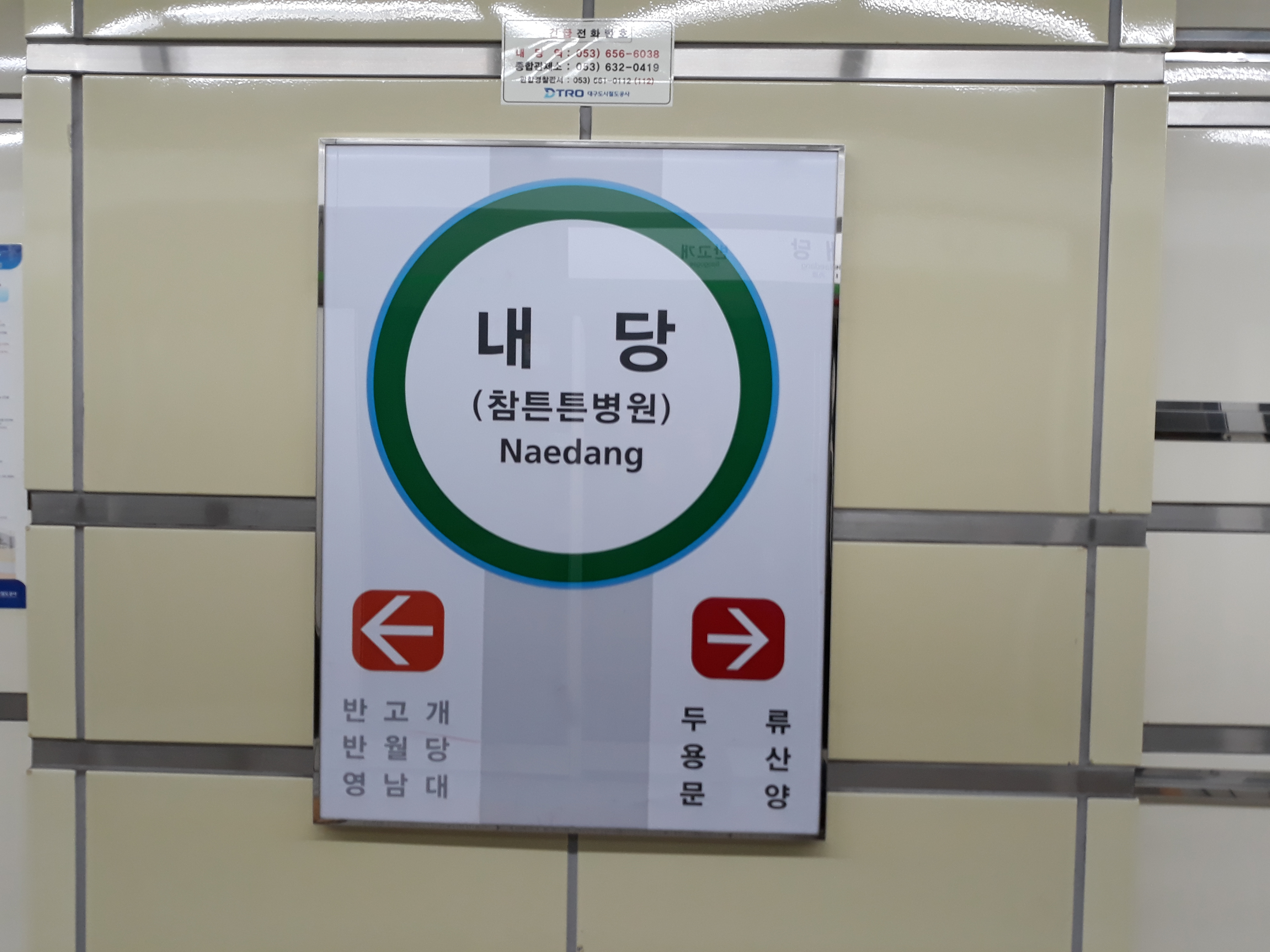
站名牌
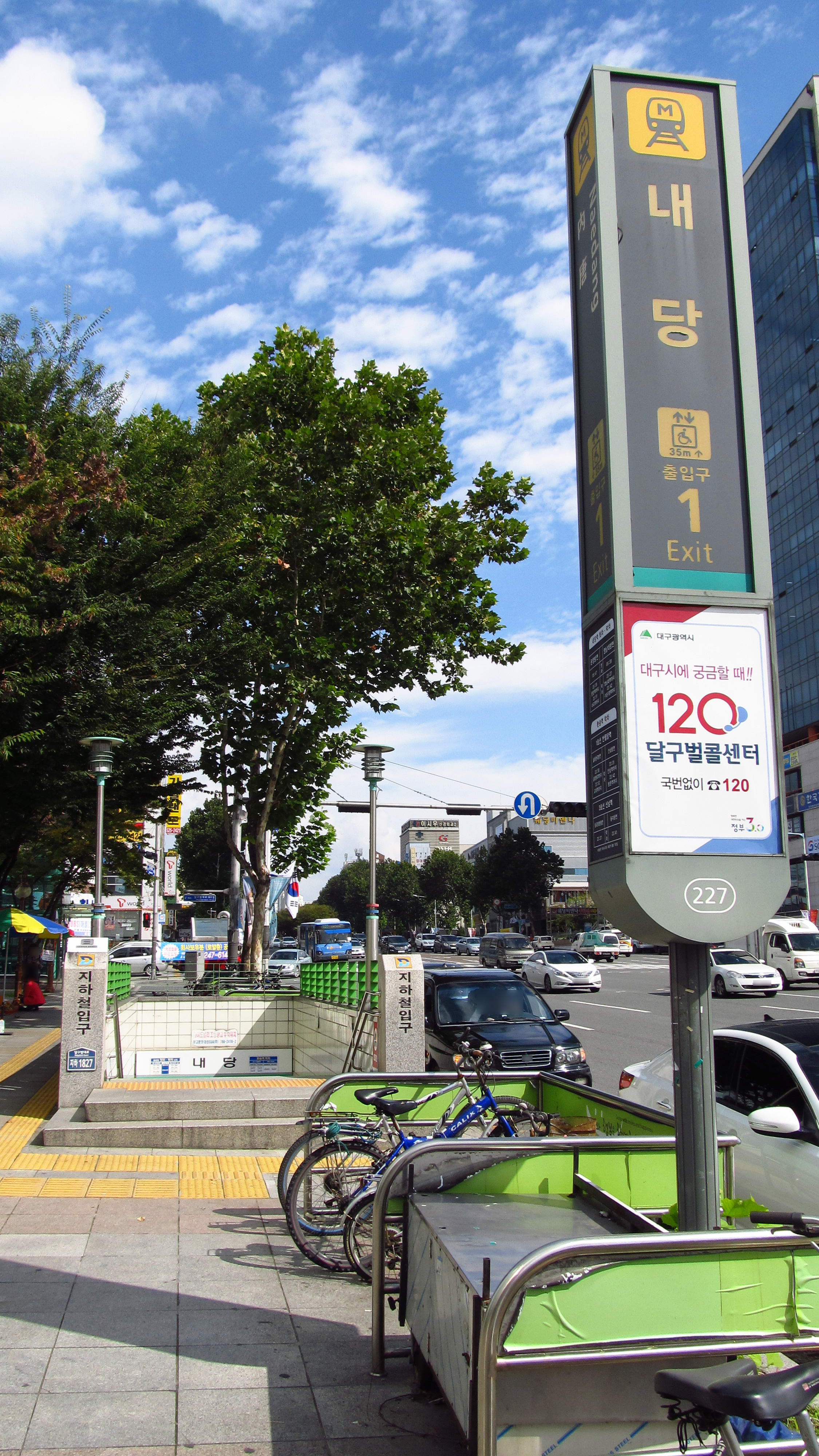
1號出口
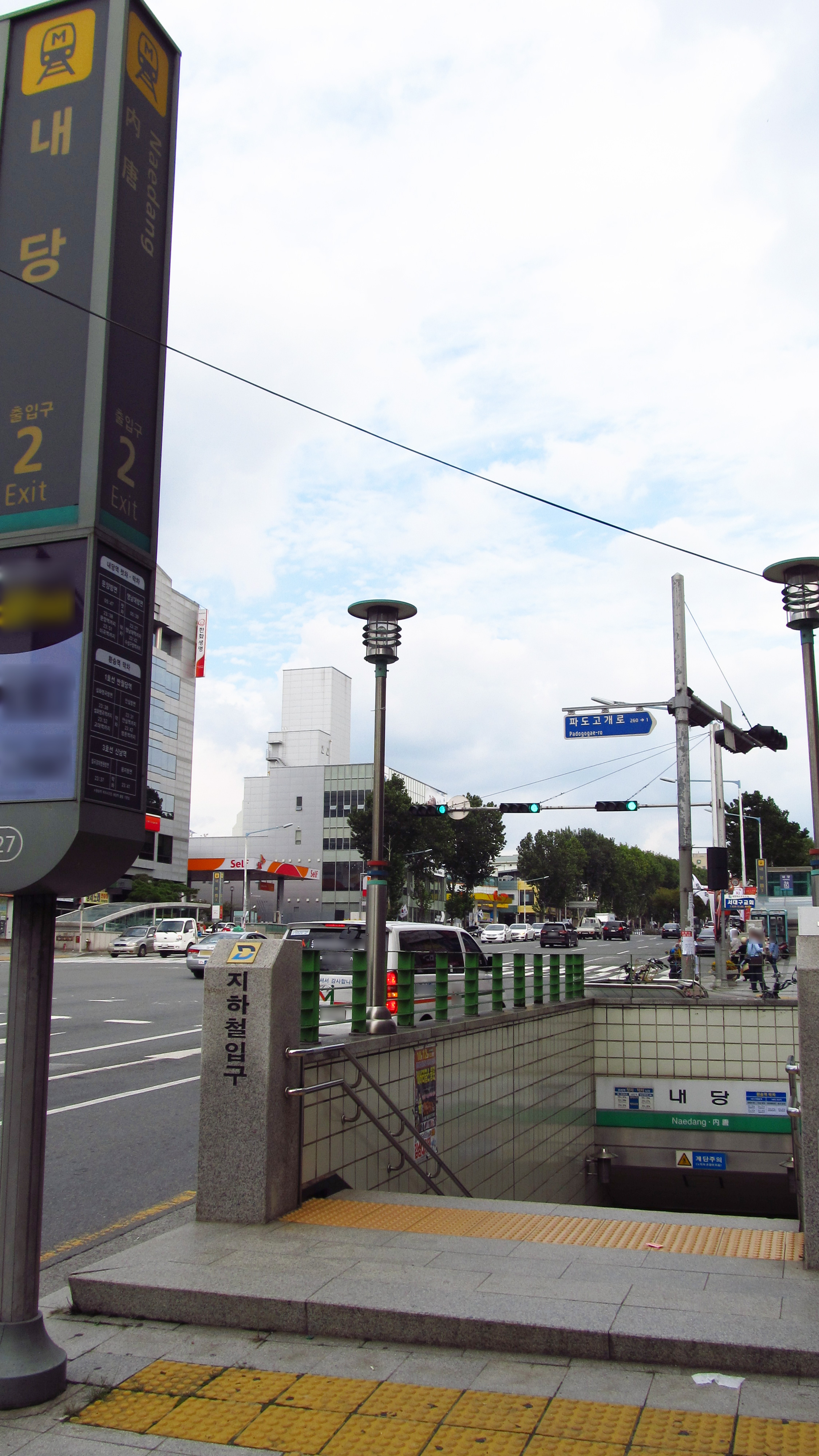
2號出口
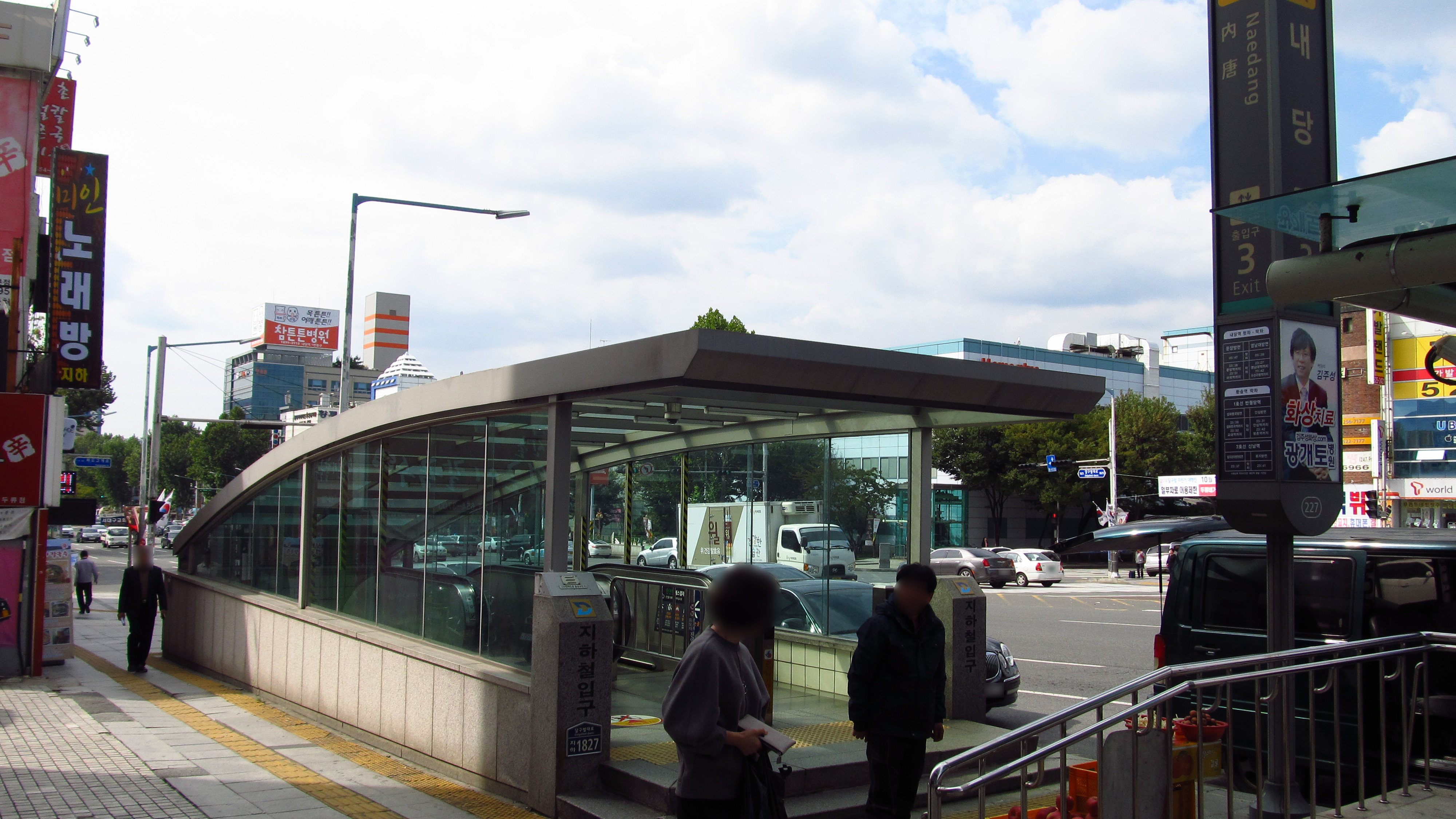
3號出口
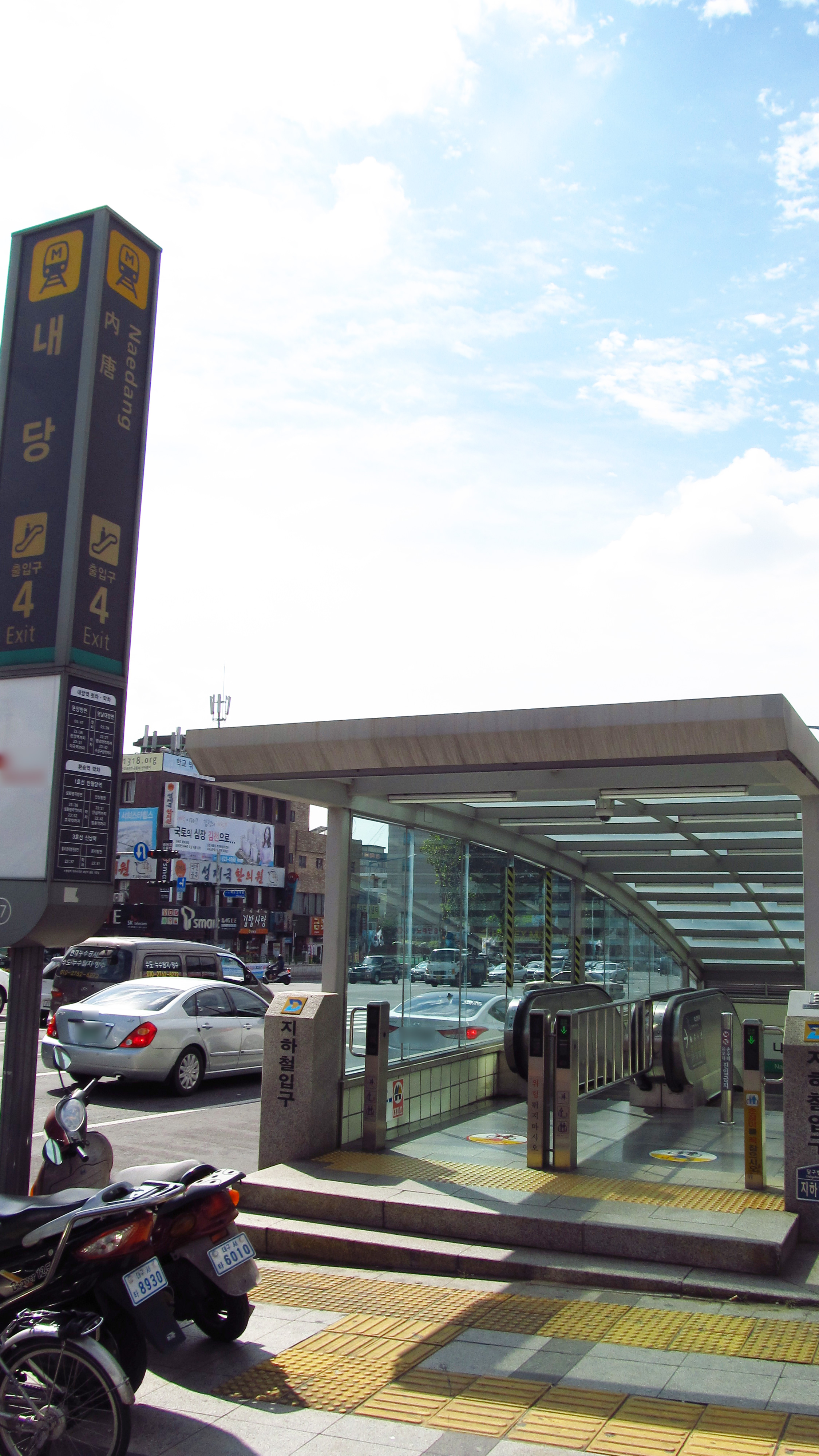
4號出口

## 相鄰車站
大邱都市鐵道公社
●大邱都市鐵道2號線
頭流（226）－內唐（227）－半高蓋（228）